# Pioneer 10

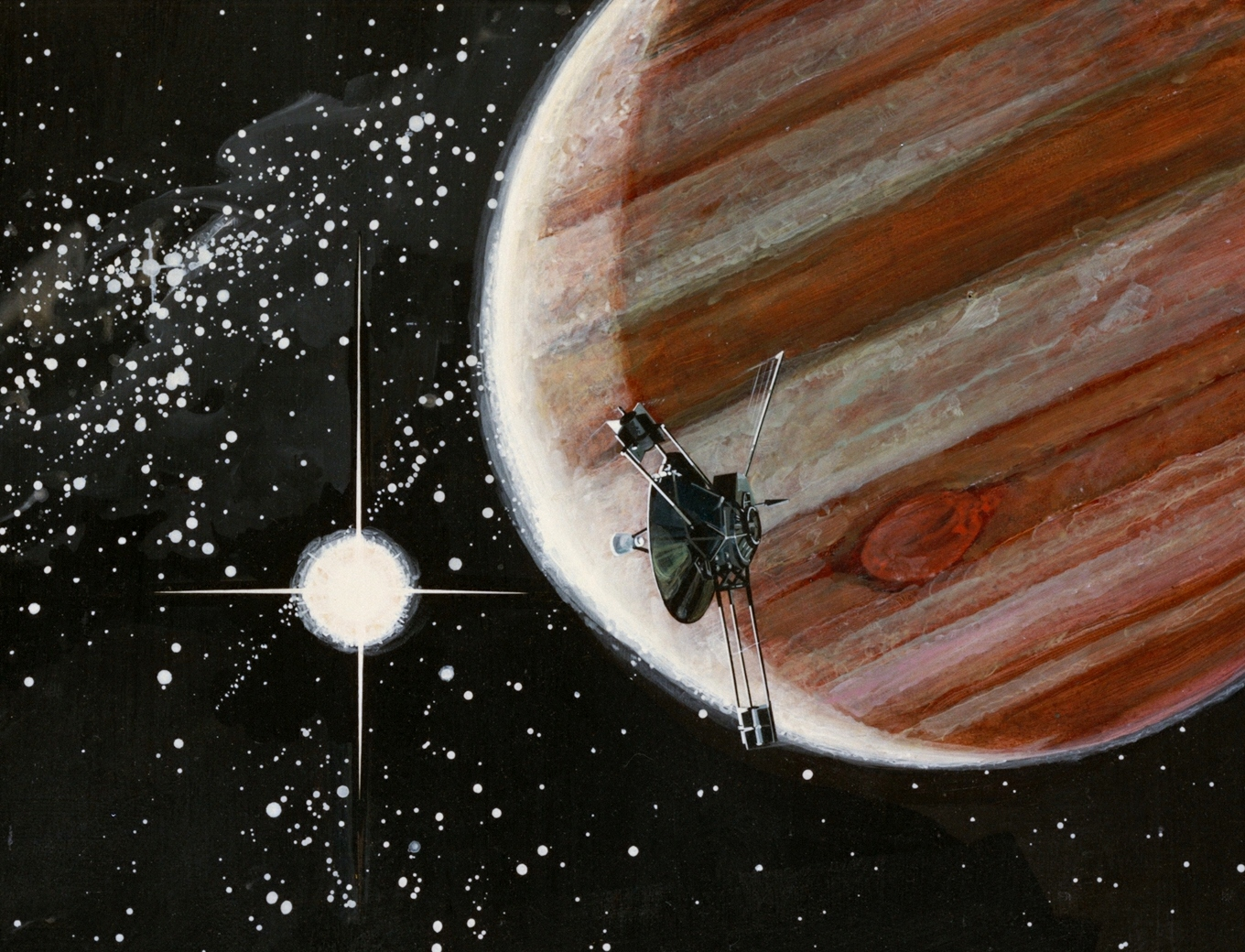
Bức vẽ tưởng tượng Pioneer 10 bay quanh sao Mộc của một hoạ sĩ

Pioneer 10 (Người tiên phong 10) (ban đầu được đặt là Pioneer F) là tàu vũ trụ của Mỹ được phóng vào năm 1972. Nó là con tàu vũ trụ đầu tiên của con người bay tới Sao Mộc vào ngày 3 tháng 12 năm 1973. Vào ngày 3 tháng 3 năm 1972 lúc 01:49:00 UTC (theo giờ Mỹ), con tàu được phóng từ bãi phóng 36A thuộc căn cứ không quân ở mũi Canaveral (Cape Canaveral Air Force Station). Pioneer 10 được phóng tới sao Aldebaran, nằm trong chòm sao Kim Ngưu. Pioneer 10 cũng là một trong những con tàu đầu tiên thoát ra khỏi Hệ mặt trời, tuy vậy nó vẫn chưa thoát ra được đám mây Oort và vùng nhật quyển để tiến tới không gian liên sao. Các nhiệm vụ của con tàu bao gồm: nghiên cứu các hành tinh, năng lượng mặt trời, Tia vũ trụ; vùng nhật quyển, bầu khí quyển của Sao Mộc và một số vệ tinh của nó, đặc biệt là Io và chụp lại hình ảnh về vệ tinh của hành tinh này.
Con tàu thăm dò này mang theo mình một ăngten parabol đường kính 2,74m, bốn máy phát điện nguyên tử với tổng công suất 165W, ba hệ thống tên lửa đẩy và một số camera, máy đo bức xạ khác.
Rời mặt đất trên hỏa tiễn Atlas-Centausr, Pioneer 10 là vật thể nhanh nhất từng bay khỏi Trái Đất tới mức nó có thể tới mặt trăng trong vòng 12 giờ và cắt ngang quỹ đạo của Sao Hoả (cách chúng ta khoảng 80 triệu km) chỉ trong vòng 12 tuần.

## Sứ mệnh

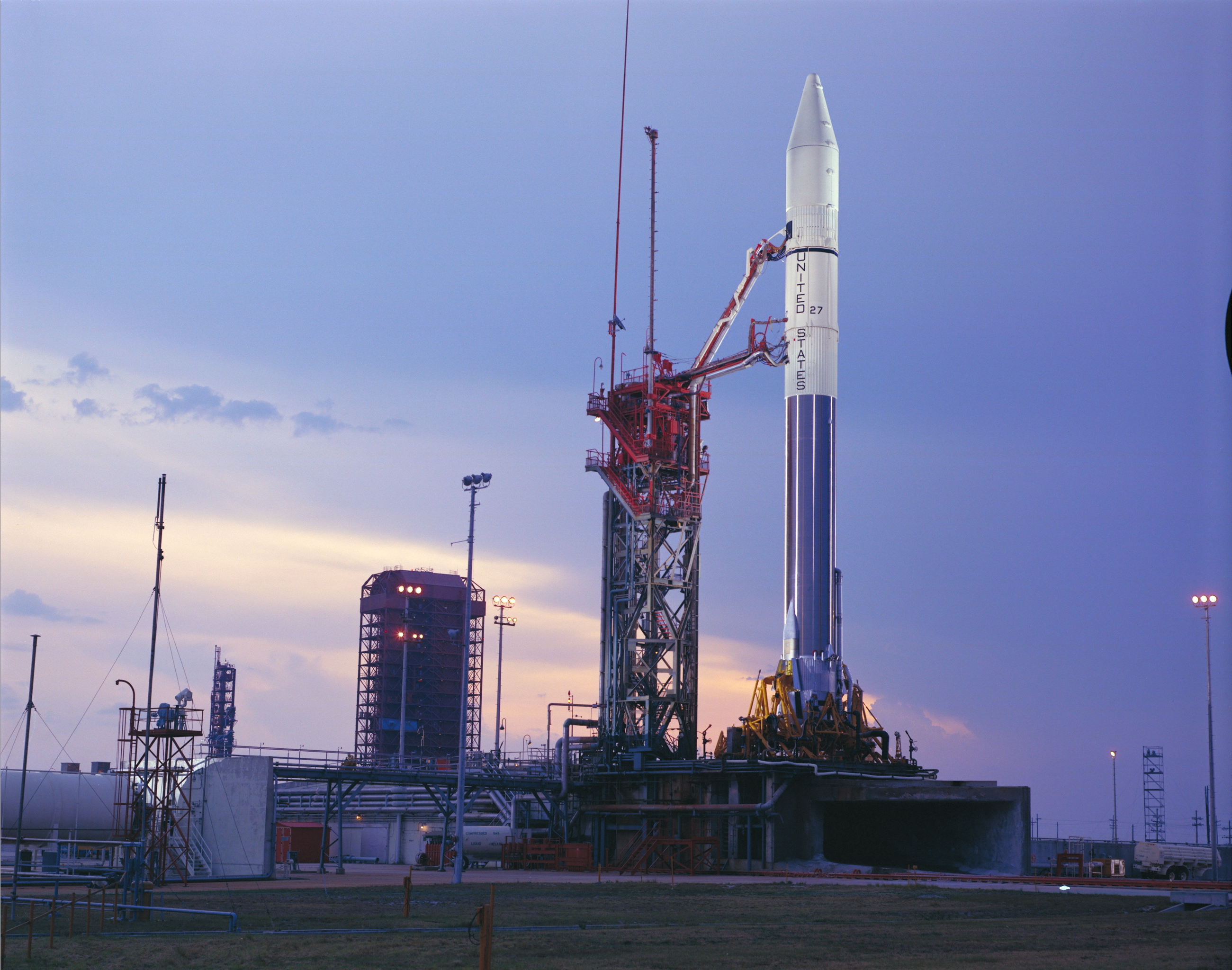
Pioneer 10 trước giờ khởi hành.

Pioneer 10 trở thành tàu vũ trụ đầu tiên trên thế giới bay đến Sao Mộc để nghiên cứu vào tháng 12 năm 1973. Sau đó, các tàu thăm dò, vũ trụ khác cũng lần lượt bay đến Sao Mộc nghiên cứu và đã để lại nhiều giá trị khoa học quý báu. Pioneer 10 đã kết thúc sứ mệnh vào tháng 4 năm 2006 do NASA không liên lạc được với tàu. Và hiện nay, 'Tiên phong 10' vẫn đang bay, nhưng không nhận được một tín hiệu gì từ nó cả.
Ngày 15/7/1972, Pioneer 10 đã bay đến vành đai tiểu hành tinh, và ngày 3/9/1973, Pioneer 10 đã truyền về Trái Đất bức ảnh đầu tiên chụp cận cảnh Mộc Tinh.
Ngày 13/6/1983, Pioneer 10 đã trở thành vật thể nhân tạo đầu tiên rời khỏi Hệ Mặt Trời.
Được thiết kế để phục vụ cho một chuyến bay dài trong vòng 21 tháng, nhưng Pioneer 10 đã bền bỉ hoạt động gấp 10 lần khoảng thời gian đó và kéo dài sự tồn tại trong hơn 30 năm. Trong hơn 30 năm đó, nó đã thực hiện thành công sứ mệnh lịch sử của mình đó là chụp ảnh về hai hành tinh khí khổng lồ Sao Mộc và Sao Thổ, cũng như truyền về Trái Đất các số liệu về bức xạ liên hành tinh và trường từ cho đến khi kết thúc sứ mệnh khoa học vào ngày 31/3/1997. Tuy nhiên, NASA không tắt hoạt động trên Pioneer 10, và vì thế, nó vẫn có thể nhận và trả lời các tín hiệu của Trái Đất. Năm 2001, các kỹ sư đã 3 lần gửi thông điệp tới Pioneer 10 và nhận được tín hiệu trả lời 22 giờ sau. Lần cuối là vào ngày 9/7 cùng năm. Nhưng từ đó, họ không nghe thấy Pioneer nữa. Nhưng tháng 2 năm 2002, các nhà khoa học lại bất ngờ thu được tín hiệu trả lời của nó, rất rõ ràng. Lúc đó Pioneer 10 đang ở trong quỹ đạo ngân hà, cách Trái Đất gấp đôi khoảng cách từ Trái Đất đến sao Diêm Vương (Tử Vương Tinh) và bay với tốc độ 44.000 km/giờ so với mặt trời. Tàu mang theo một bức thông điệp của nhân loại Các nhà khoa học cho biết, tín hiệu nhận được vào năm 2002 là đủ cho họ hy vọng rằng vào thời điểm này sang năm 2003, họ vẫn tiếp tục liên lạc được với phi thuyền.
Pioneer 11, người anh em song sinh của Pioneer 10, được phóng đi vào năm 1973, đã ghé thăm Mộc tinh, Thổ tinh. Nhưng nó mất liên lạc hoàn toàn với Trái Đất vào năm 1995.
Cho đến ngày 22/1/2003, sứ giả của Trái Đất – tàu thăm dò Pioneer 10 sau hơn 30 năm bay trong vũ trụ đã gửi về Trái Đất những tín hiệu yếu ớt cuối cùng và sau đó mãi mãi biến mất vào thiên hà. Các kỹ sư của NASA phải khó khăn lắm mới nhận ra tín hiệu này và không thể phân tích được bất cứ thông tin khoa học nào từ đó. Họ phát hiện thấy nguồn năng lượng phóng xạ của nó đã bị phân rã tới mức không đủ để gửi về một thông điệp nào nữa. Do đó, họ đã ngừng mọi nỗ lực liên lạc với con tàu.
Pioneer 10 sẽ trôi dạt tự do giữa các vì sao, mang theo một thông điệp của Nhân Loại, sinh vật đã tạo ra nó. Đó là một bản khắc bằng vàng, trên có vẽ vị trí của Trái Đất trong Hệ Mặt Trời và một số thông điệp với hy vọng sẽ được các nền văn minh đâu đó trong vũ trụ tìm thấy. Nếu đường bay không thay đổi thì Pioneer 10 hiện đang trên đường tới thăm ngôi sao Aldebara trong chòm sao Taurus. Ngôi sao đỏ này cách xa 68 năm ánh sáng và Pioneer 10 phải mất gần 2 triệu năm để tới được đó!
Pioneer 10 quả thực là "người tiên phong" theo đúng nghĩa của nó. Ông Colleen Hartman, Giám đốc bộ phận thám hiểm hệ Mặt trời của NASA cho biết: "Sau khi vượt qua Sao Hỏa trong hành trình dài vào vũ trụ, nó đã bay qua những khu vực mà trước đó chưa hề có một thiết bị nhân tạo nào với tới". Điều đó quả thật không sai, bởi cho đến nay, nó vẫn được ghi nhận là một con tàu vũ trụ có nhiều thành tích đáng nhớ nhất đó là: con tàu đầu tiên của loài người vượt qua được vành đai tiểu hành tinh, con tàu đầu tiên khám phá sao Mộc và đây cũng là lần đầu tiên con người biết sử dụng lực hấp dẫn của hành tinh để tăng tốc cho tàu thăm dò và để nó thoát khỏi sức hút của chính hệ Mặt trời.

## Thông điệp bí ẩn của Pioneer 10
Với sứ mệnh của người mở đường, con tàu Pioneer 10 đã mang theo mình một "tấm thông tin" kỳ lạ. Đó là một tấm kim loại, rộng 15 cm, dài 23 cm. Tấm thông tin này do các nhà khoa học vũ trụ Mỹ thiết kế ra. Người đàn ông và người đàn bà trên bản vẽ là hình tượng của người Trái Đất; tay phải của người đàn ông giơ lên biểu thị chào hỏi người ở hành tinh khác.Hình vẽ hình học sau lưng họ là đường nét bên ngoài của con tàu vũ trụ Pioneer. Những đoạn thẳng ở bên trái là biểu thị đặc trưng của một số hành tinh mà hiện nay trên Trái Đất chúng ta quan trắc được; trung tâm của bó đoạn thẳng đại diện cho vị trí của hệ Mặt trời. Mười hình tròn bên dưới biểu thị Thái Dương Hệ với mặt trời là hình tròn lớn đầu tiên với 9 hình tròn nhỏ, kích thước khác nhau theo đúng tỷ lệ thực biểu thị 9 hành tinh quay quanh mặt trời và trong đó Trái Đất, hình tròn nhỏ thứ 3 là nơi xuất phát của Pioneer 10. Hai vòng tròn ở phần trên cùng của bức vẽ biểu thị con người đã biết được phân tử vật chất đơn giản nhất là do hai nguyên tử Hydro hợp thành.

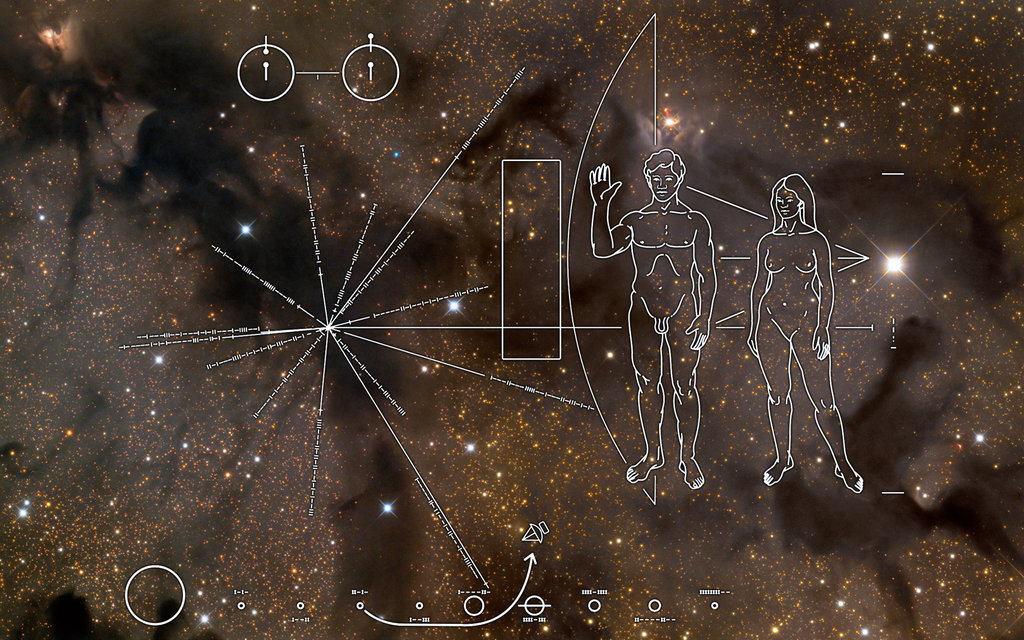
Tấm kim loại mang thông điệp con người sẽ theo Pioneer 10 vào vũ trụ mênh mông

Theo NASA cho biết, "Tấm thông tin'' kỳ lạ mà con tàu Pioneer 10 mang vào vũ trụ là một bức thư của người Trái Đất gửi tới "người ở hành tinh khác" - Tấm thông tin đó suy cho cùng là một người "tiên phong" đầu tiên mà loài người phái tới tinh cầu bên ngoài, là dấu ấn đầu tiên mà con người lưu lại lâu dài trên vũ trụ. Có thể nó để cho "người ở hành tinh khác" biết được trên hành tinh nhỏ bé như Trái Đất này, đang tồn tại hoặc đã từng tồn tại các sinh vật có trí tuệ cấp cao như loài người này, không nghi ngờ gì nữa đó là niềm kiêu hãnh của nhân loại chúng ta.
Nhưng kỷ lục vật thể nhân tạo đi xa nhất trong vũ trụ lại thuộc về một thám tinh khác phóng sau Pioneer hơn 5 năm sau đó là phi thuyền Voyager 1, Ở khoảng cách 147,347  AU (22,0  tỷ  km; 13,7 tỷ  dặm) từ Trái Đất kể từ ngày 1 tháng 10 năm 2019 nó là vật thể nhân tạo ở xa nhất từ Trái Đất.Từ Trái Đất đến Khoảng cách đó ánh sáng với vận tốc xấp xỉ 300.000 km/giây phải mất 16 giờ hay 117 đơn vị thiên văn (AU). Ở vị trí hạng nhì, Pioneer 10 hiện cách Mặt trời 15,4 tỉ km và ở phía ngược lại so với Voyager 1. Voyager 2 và Pioneer 11, cả hai đều đã vượt qua khỏi quỹ đạo của Pluto, lần lượt ở cách Mặt trời 14,2 và 12,4 tỉ km. Vẫn ở phía trong quỹ đạo Pluto, phi thuyền New Horizons hiện nay ở cách Mặt trời 3 tỉ km và vừa chạm trán với Diêm Vương Tinh vào tháng 7 năm 2015 vừa qua. Tất cả những phi thuyền này đều sử dụng phương pháp mượn lực hấp dẫn để tăng tốc độ của chúng trong hệ mặt trời phía ngoài. Voyager 1 hiện đang chuyển động nhanh nhất, nó đang thoát ra khỏi hệ mặt trời ở tốc độ chừng 17 km/s. Vẫn đang hoạt động tốt, cả hai phi thuyền Voyager đang tiến đến ranh giới phía ngoài của hệ mặt trời, tìm kiếm điểm nhật dừng và sự bắt đầu của không gian giữa các sao. Được phóng đi từ 35 năm trước, tàu thăm dò vũ trụ Voyager 1 đã trải qua quãng đường 18 tỷ km, tới ranh giới cuối cùng của hệ mặt trời với không gian bao la, nơi xa nhất mà con người tiếp cận. 

## Thời gian
- 3 tháng 3 năm 1972. Phóng thành công
- 15 tháng 7 năm 1972 hoà nhập vào khoảng không vũ trụ và bay đến Sao Mộc
- 3 tháng 12 năm 1973, bay đến Sao Mộc và chụp ảnh nó.
- 13 tháng 6 năm 1983, tàu bay qua Sao Thiên Vương, Sao Hải Vương và quỹ đạo Sao Diêm Vương.
- 31 tháng 3 năm 1997, kết thúc sứ mạng.
- 17 tháng 2 năm 1998, phóng thành công Voyager 1. Và tàu Voyager 1 đã bay nhanh hơn.
- 2 tháng 3 năm 2002. Tàu Pioneer 10 đã cách Trái Đất khoảng 79.83 AU.
- 27 tháng 4 năm 2002, khoảng 80.23 AU
- 23 tháng 1 năm 2003, tín hiệu từ Pioneer 10 yếu dần
- 7 tháng 2 năm 2004, cố gắng liên lạc
- 30 tháng 12 năm 2005, khoảng 89.8 AU từ Mặt Trời
- 4 tháng 3 năm 2006. Không thể liên lạc với tàu. Nhưng tàu vẫn hoạt động trong khoảng không vũ trụ.

## Thư viện ảnh

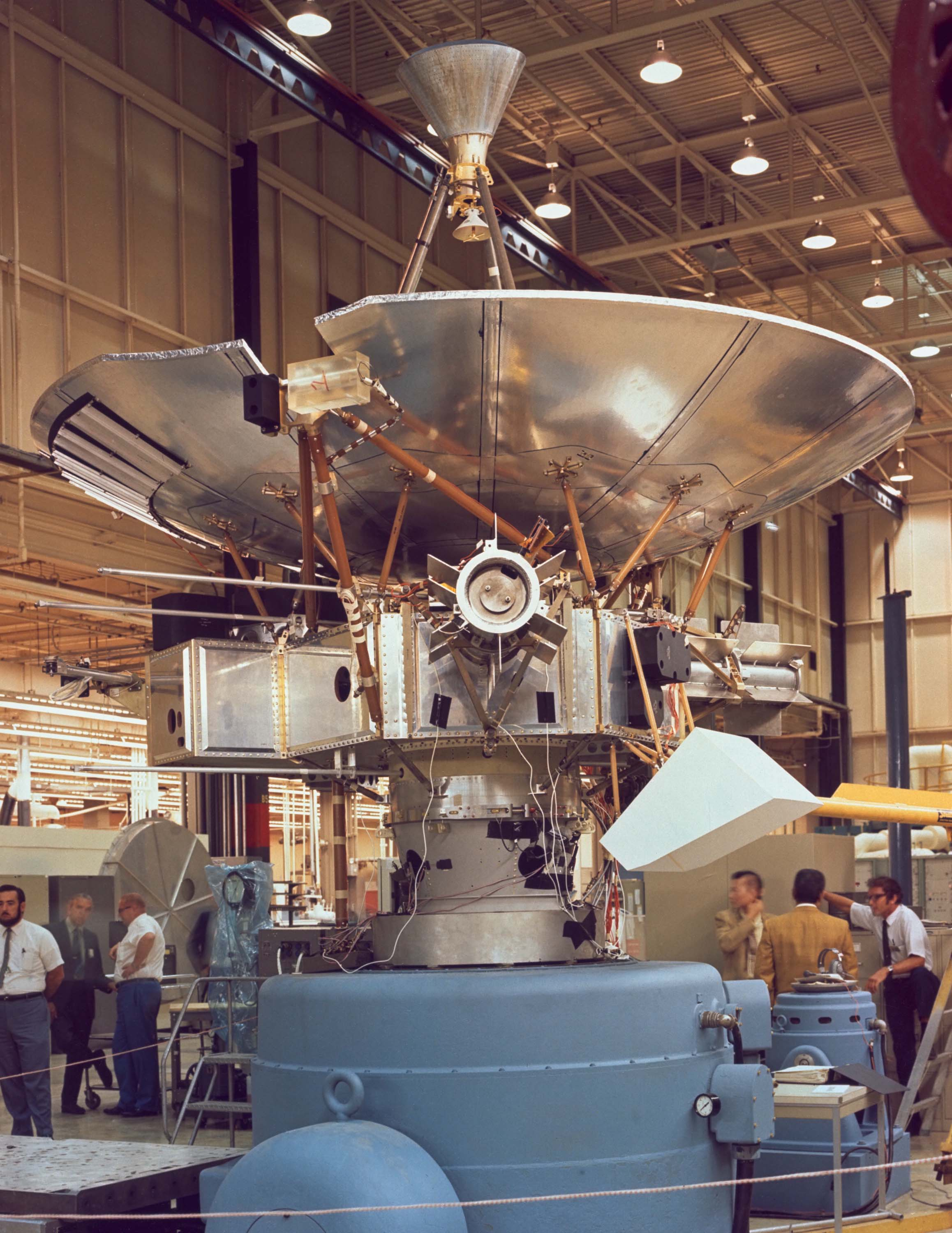
Pioneer 10 trong giai đoạn cuối của quá trình lắp đặt
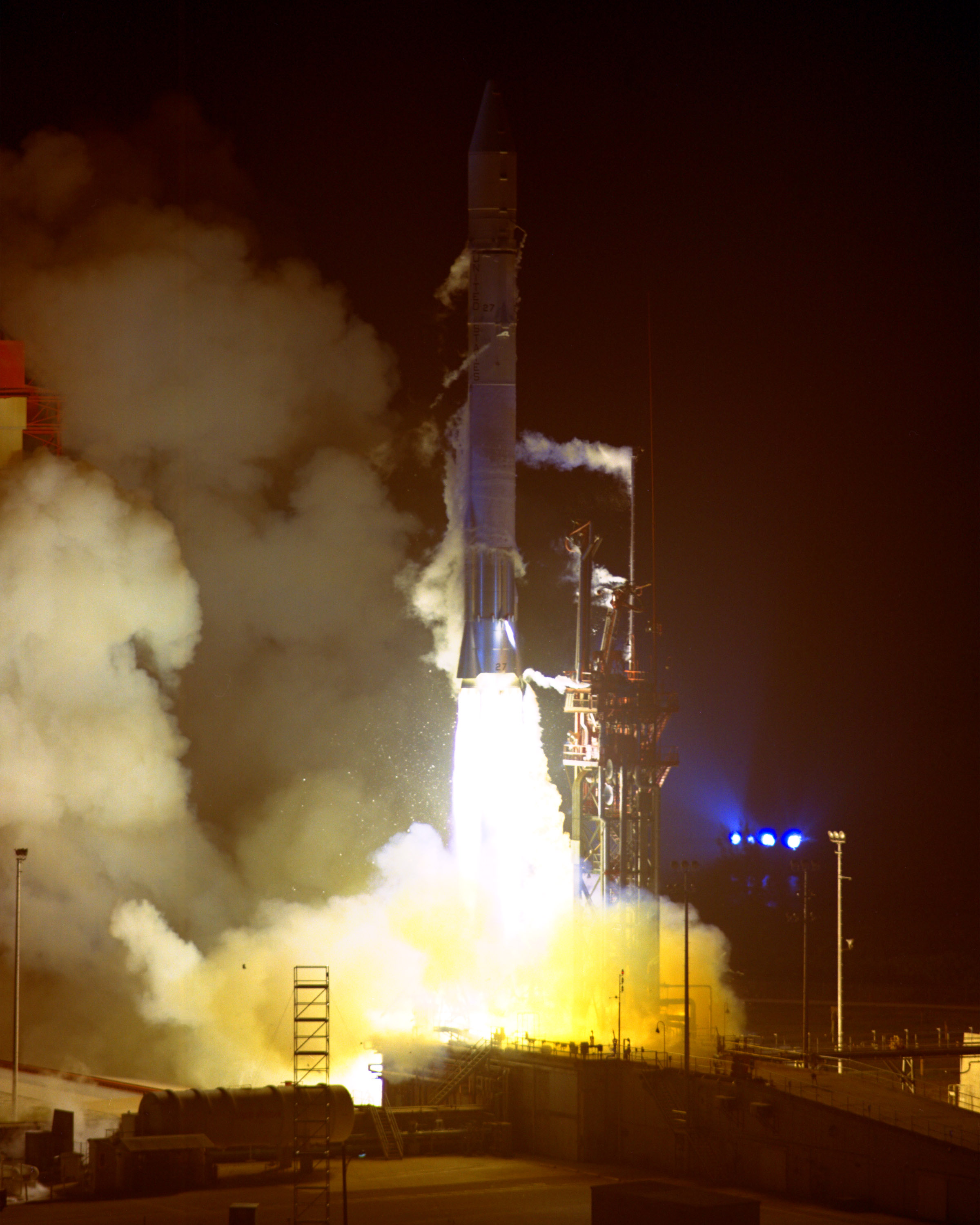
Pioneer 10 được phóng lên vũ trụ
Jupiter by Pioneer 10 (Image A5)Jupiter by Pioneer 10 (Image A5)
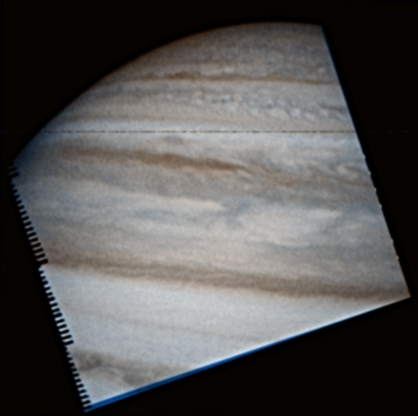
Close-up image of Jupiter by Pioneer 10 (Image A7)
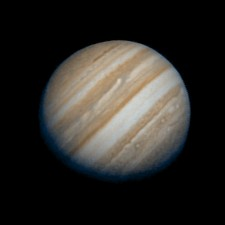
Sao Mộc chụp bởiPioneer 10 (Image A28)
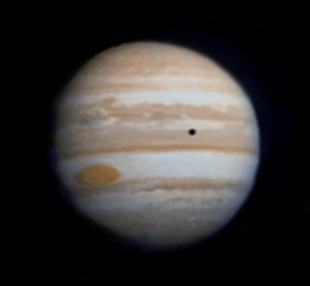
Sao Mộc chụp bởi Pioneer 10 (Image A50)
Sao Mộc chụp bởi Pioneer 10 (Image A51)Sao Mộc chụp bởi Pioneer 10 (Image A51)
Tấm kim loại Pioneer trên thân tàu Pioneer